# Carlo Giuseppe Gismondi
 (mars 2024).
Si vous disposez d'ouvrages ou d'articles de référence ou si vous connaissez des sites web de qualité traitant du thème abordé ici, merci de compléter l'article en donnant les références utiles à sa vérifiabilité et en les liant à la section « Notes et références ».
 (mars 2024).
La mise en forme du texte ne suit pas les recommandations de Wikipédia : il faut le « wikifier ».
Les points d'amélioration suivants sont les cas les plus fréquents. Le détail des points à revoir est peut-être précisé sur la page de discussion.
- Les titres sont pré-formatés par le logiciel. Ils ne sont ni en capitales, ni en gras.
- Le texte ne doit pas être écrit en capitales (les noms de famille non plus), ni en gras, ni en italique, ni en « petit »…
- Le gras n'est utilisé que pour surligner le titre de l'article dans l'introduction, une seule fois.
- L'italique est rarement utilisé : mots en langue étrangère, titres d'œuvres, noms de bateaux, etc.
- Les citations ne sont pas en italique mais en corps de texte normal. Elles sont entourées par des guillemets français : « et ».
- Les listes à puces sont à éviter, des paragraphes rédigés étant largement préférés. Les tableaux sont à réserver à la présentation de données structurées (résultats, etc.).
- Les appels de note de bas de page (petits chiffres en exposant, introduits par l'outil «  Source ») sont à placer entre la fin de phrase et le point final[comme ça].
- Les liens internes (vers d'autres articles de Wikipédia) sont à choisir avec parcimonie. Créez des liens vers des articles approfondissant le sujet. Les termes génériques sans rapport avec le sujet sont à éviter, ainsi que les répétitions de liens vers un même terme.
- Les liens externes sont à placer uniquement dans une section « Liens externes », à la fin de l'article. Ces liens sont à choisir avec parcimonie suivant les règles définies. Si un lien sert de source à l'article, son insertion dans le texte est à faire par les notes de bas de page.
- La présentation des références doit suivre les conventions bibliographiques. Il est recommandé d'utiliser les modèles {{Ouvrage}}, {{Chapitre}}, {{Article}}, {{Lien web}} et/ou {{Bibliographie}}. Le mode d'édition visuel peut mettre en forme automatiquement les références.
- Insérer une infobox (cadre d'informations à droite) n'est pas obligatoire pour parachever la mise en page.

Pour une aide détaillée, merci de consulter Aide:Wikification.
Si vous pensez que ces points ont été résolus, vous pouvez retirer ce bandeau et améliorer la mise en forme d'un autre article.
Carlo Giuseppe Gismondi, né à Menton le 4 novembre 1762 et mort à Rome le 22 novembre 1824, est un minéralogiste italien.

## Biographie
Carlo Giuseppe Gismondi naquit à Menton, près de Nice, le 4 novembre 1762. Il reçut sa première éducation dans sa patrie, et à l’âge de seize ans il fut admis au noviciat dans l’ordre des piaristes, qui, suivant leur institution, sont chargés de l’enseignement public. Après son année de noviciat, Carlo fut envoyé au collège Nazareno à Rome, pour y continuer ses études sous la direction du P. Bartolomeo Gandolfi. Ayant fait de grands progrès dans la physique et les mathématiques, il fut nommé en 1786 professeur au collège de Palerme. Plus tard on l’appela à Rome, dans le même collège Nazareno, où l’élite de la jeunesse de toutes les parties du globe venait s’instruire. On voulait former un musée de minéralogie dans ce collège, qui avait déjà reçu une collection de la munificence de l’empereur Joseph II. Le P. Gismondi, à l’aide des connaissances qu’il avait acquises en Sicile avec Dolomieu, Giovene, Hamilton et Thomson, parvint à l’augmenter et à la coordonner de manière à en faire une des plus complètes de l’Italie. Le P. Gandolfi engagea son élève Gismondi à donner des leçons de minéralogie dans les salles du collège Clementine, et un concours d’externes profita de ses lumières. En 1803, parcourant les collines de la vallée du Tibre, le curieux minéralogiste trouva sur le mont Laziale une nouvelle substance appelée par lui lazialite, et il en donna une notice analytique qu’il lut à l’Académie des Lyncéens, dont il fut nommé membre ordinaire. En 1805, le gouvernement pontifical sentit la nécessité de se mettre au courant des progrès de la science, et le cardinal Alessandro Lante, trésorier général, fonda une chaire de minéralogie à l’université « La Sapienza », dont Gismondi fut nommé professeur. Il était en correspondance avec Karl Cäsar von Leonhard, Christian Andreas Zipser, John White Webster et René Just Haüy, dont on conserve des lettres autographes. Dans ses excursions, il retrouva à Monte Mario un immense dépôt de coquillages fossiles et des couches de produits volcaniques maritimes et fluviatiles, qui jadis avaient été observés par Ferber, et il profita de cette découverte pour enrichir son cabinet d’une précieuse collection de conchyliologie fossile. Gismondi s’occupait d’un ouvrage nouveau sur les fossiles, encouragé par Brocchi de Bassano, par Borson de Turin, par Gennazzi d’Udine et par son ami Monticelli de Naples, lorsqu’une douloureuse infirmité vint le paralyser. Le roi de Naples lui avait offert à plusieurs reprises la chaire de minéralogie dans l’université de Naples ; les médecins lui firent espérer que la douceur du climat le guérirait, et il remit sa chaire de Rome à son suppléant, le docteur Pietro Carpi. Mais après quelques années de séjour à Naples, ne voyant aucune amélioration dans sa santé, il demanda son congé et revint à Rome, où il reprit sa place, sur les instances réitérées de ses collègues et de Carpi, qui voulut faire les leçons jusqu’à la mort de Gismondi, arrivée le 22 novembre 1824.

## Œuvres
Le manuscrit de Gismondi sur les fossiles est conservé, et l’on espère le voir publier ; il contient des observations très-utiles pour la science. Le seul ouvrage qu’il ait publié est Osservazioni sopra alcuni minerali dei contorni di Roma, notice lue à l’Académie des Lyncéens le 22 août 1816, et dont le journal la Bibliothèque italienne a donné l’analyse en 1817. Dans cette notice Gismondi parle de trois productions qu’il a découvertes :
- des cristaux trouvés dans un rocher d’Albano ;
- d’une substance cristallisée trouvée dans la lave de Capo di Bove, substance appelée par lui abrazite et que le professeur Karl Cäsar von Leonhard de Heidelberg a voulu justement appeler gismondina, du nom de l’inventeur ;
- de la pierre alumineuse de la Tolfa, qui contient des cristallisations différentes de celles de l’alun, qu’on y exploite en abondance. Gismondi, après examen, donna à cette substance le nom d’aluminite. En 1820, Louis Cordier appliqua le nom français d’alunite à ce minéral, qu’il a considèré comme analogue aux pierres du Mont-Dore et de la Hongrie. Enfin Haüy, dans la dernière édition de son Traité de minéralogie, a compris sous la dénomination d’alunite ces différentes espèces de minéraux, qui sont distincts de l’alun par des caractères particuliers.